# Sun Daolin
Sun Daolin (chin. Kurzzeichen: 孙道临; trad. Langzeichen: 孫道臨; Pinyin: Sūn Dàolín; * 18. Dezember 1921 in Peking; † 28. Dezember 2007 in Shanghai) war ein chinesischer Schauspieler und Filmregisseur.

## Leben
Seine Karriere begann 1949, kurz vor der chinesischen Revolution, mit dem Spielfilm Crows and Sparrows von Zheng Junli. Bekannt wurde er 1957 mit dem Film Family, in dem er den Bruder von Ba Jin spielte. Er war zudem in vielen Filmen als Synchronsprecher bekannt. 2005 stellte er seine Schauspielerei ein.
Ab den 1980er Jahren war er zunehmend als Filmregisseur tätig. 1983 schrieb er das Drehbuch und führte Regie in dem Film Thunderstorm. 2000 wurde er für seinen "patriotischen Geist" für seinen Film Zhan Tianyou, eine Dokumentation über den Eisenbahnbau in China in den 1920er Jahren, von Jiang Zemin geehrt. 2001 erhielt er einen Preis für Zhan Tianyou.
In seiner über siebzigjährigen Schaffensperiode war er an über 100 Filmen und Schauspielen beteiligt. 1995 wurde er mit dem Preis der chinesischen Filmindustrie geehrt.

## Filmografie (Auswahl)

### Schauspieler
- 1949 – Crows and Sparrows
- 1950 – Min zhu qing nian jin xing qu
- 1955 – Nan dao feng yun
- 1957 – Family (Jia)（家）, de: Haus des Mandarins
- 1958 – Yong bu xiao shi de dian bo （永不消失的电波）
- 1961 – A Revolutionary Family (Geming jiating) （革命家庭）
- 1963 – February (film)|February (Zao Chun Er Yue)（早春二月）
- 1982 – The Go Masters (Mikan no taikyoku) (一盘没有下完的棋), de: Go-Meister
- 1983 – Thunderstorm (雷雨), de: Das Gewitter

### Regisseur
- 1983 – Thunderstorm
- 1992 – The Stepmother
- 2000 – Zhan Tianyou